# Cyclocross Gieten 2014
De 38e editie van de Cyclocross Gieten (Memorial Radomir Simunek) in Gieten werd gehouden op zondag 5 oktober 2014. De wedstrijd maakte deel uit van de Superprestige veldrijden 2014-2015. In 2013 won de Belg Niels Albert. Deze editie werd gewonnen door de Nederlander Mathieu van der Poel, die zijn eerste Superprestige-race reed.

## Mannen elite

### Uitslag
| Plaats  | Naam                  | Ploeg                 | Tijd    |
| ------- | --------------------- | --------------------- | ------- |
| Winnaar | Mathieu van der Poel  | BKCP-Powerplus        | 56'10"  |
| 2       | Lars van der Haar     | Giant-Shimano DT      | + 2"    |
| 3       | Sven Nys              | Crelan-AA Drink       | + 37"   |
| 4       | David van der Poel    | BKCP-Powerplus        | + 44"   |
| 5       | Klaas Vantornout      | Sunweb-Napoleon Games | + 45"   |
| 6       | Kevin Pauwels         | Sunweb-Napoleon Games | + 58"   |
| 7       | Corné van Kessel      | Telenet-Fidea         | + 1'16" |
| 8       | Jim Aernouts          | Sunweb-Napoleon Games | + 1'20" |
| 9       | Dieter Vanthourenhout | Sunweb-Napoleon Games | + 1'24" |
| 10      | Tom Meeusen           | Telenet-Fidea         | + 1'30" |

| Pos. | Punten |
| ---- | ------ |
| 1    | 80     |
| 2    | 60     |
| 3    | 40     |
| 4    | 30     |
| 5    | 25     |
| 6    | 20     |
| 7    | 17     |
| 8    | 15     |
| 9    | 12     |
| 10   | 10     |
| 11   | 8      |
| 12   | 5      |
| 13   | 4      |
| 14   | 2      |
| 15   | 1      |

1976 ·
1977 ·
1978 ·
1979 ·
1980 ·
1981 ·
1982 ·
1983 ·
1984 ·
1985 ·
1986 ·
1987 ·
1988 ·
1989 ·
1990 ·
1991 ·
1992 ·
1993 ·
1994 ·
1995 ·
1996 ·
1997 ·
1998 ·
1999 ·
2000 ·
2001 ·
2002 ·
2003 ·
2004 ·
2005 ·
2006 ·
2007 ·
2008 ·
2009 ·
2010 ·
2011 ·
2012 ·
2013 ·
2014 ·
2015 ·
2016 ·
2017 ·
2018 ·
2019 ·
2020 ·
2021
 Cyclocross Gieten · 
 Cyclocross Zonhoven · 
 Cyclocross Ruddervoorde · 
 Cyclocross Asper-Gavere · 
 GP Région Wallonne · 
 Cyclocross Diegem · 
 Vlaamse Aardbeiencross · 
 Noordzeecross